# Dan Fante
Pour les articles homonymes, voir Fante.
Dan Fante, de son vrai nom Daniel Smart Fante, né le 19 février 1944  et mort le 23 novembre 2015 à Los Angeles,,,,, est un écrivain américain. Il est le fils de l'écrivain américain John Fante.

## Biographie
Il suit les cours Santa Monica College et poursuit ses études dans diverses institutions. Dan Fante s'installe ensuite à New York où il pratique plusieurs métiers : colporteur, chauffeur de limousines et chauffeur de taxi, laveur de carreaux, vendeur par téléphone, détective privé et gardien de nuit dans un hôtel. 
Après une vie relativement instable et marquée par l'alcoolisme, il décide d'écrire sur le tard (bien que s'étant promis à 12 ans d'être écrivain) et réussit à se faire publier à 45 ans par une maison d'édition française Robert Laffont sur la suggestion de la chanteuse April March et par l'intermédiaire du réalisateur René Féret qui ramène son premier manuscrit à Paris,. Il écrit d'abord de la poésie, des nouvelles et des pièces de théâtre, puis les quatre volets de la tétralogie Bruno Dante qui, à l'image de l'œuvre de son père, constituent une saga autobiographique. Ses principaux modèles littéraires sont Hubert Selby Jr., John Fante, Raymond Carver et Charles Bukowski. 
Son travail reste fortement marqué par la confrontation au succès de son père John Fante. Dan Fante portait tatoué à l'avant-bras « Nick Fante, dead from alcohol, 1-31-42 to 2-21-97 », en hommage à son frère. 
Après avoir vécu quelques années à Sedona, en Arizona, Dan Fante est revenu vivre à Los Angeles avec son épouse Ayrin et son fils, Michelangelo Giovanni. 
Le 1er mars 2014, à Culver City, dans le cadre d'une interview pour la radio française Radio Nova, il se confie sur ses multiples vies et la relation complexe qu'il entretient avec la mort : « Je n'ai pas peur de mourir, il y a bien pire que la mort, je peux te le dire car j'en ai fait l'expérience ». 
Il disparaît en novembre 2015, des suites d'un cancer, à l'âge de 71 ans.

## Œuvre

### Romans

#### TétralogieBruno Dante
1. Les anges n'ont rien dans les poches, Robert Laffont, 1996 ((en) Chump Change, Sun Dog Press, 1998)Réédité aux éditions 10/18, coll. Domaine étranger no 2931 en 1998 et sous le titre Rien dans les poches aux éditions 13e note en 2011, puis aux éditions Points en 2015
2. La Tête hors de l'eau, Christian Bourgois, 2001 ((en) Mooch, Canongate U.S., 2001)Réédité aux éditions 10/18, coll. Domaine étranger no 3707 en 2004, puis aux éditions 13e note en 2012
3. En crachant du haut des buildings, Christian Bourgois, 1999 ((en) Spitting Off Tall Buildings, Canongate U.S., 2002)Réédité aux éditions 10/18, coll. Domaine étranger no 3471 en 2002, puis aux éditions 13e note en 2013
4. Limousines blanches et blondes platine, 13e note, 2010 ((en) 86'd, Harper Perennial, 2009)

#### Autre roman
- Point Dume, Seuil, coll. « Seuil Policiers », 2014 ((en) Point Doom, Harper Perennial, 2013)Réédité aux éditions Points en 2015

### Recueils de nouvelles
- Régime sec, 13e note, 2009 ((en) Short Dog: Cab Driver Stories from the L. A. Streets, Canongate U.S., 2002)Réédité aux éditions Points en 2014

### Autre nouvelle
- (en) Renewal, Bottle of Smoke Press, 2005

### Poésie
- De l'alcool dur et du génie, 13e note, 2010 ((en) A Gin Pissing Raw Meat Dual Carburetor V8 Son Of A Bitch from Los Angeles, Sun Dog Press, 2002)
- Bons baisers de la grosse barmaid : poèmes d'extase et d'alcool, 13e note, 2009 ((en) Kissed by a Fat Waitress, Sun Dog Press, 2008)Réédité aux éditions Points en 2014

### Théâtre
- (en) The Closer/The Boiler Roomcréée à Los Angeles en 1998 mais non publiée à ce jour
- Don Giovanni, 13e note, 2014 ((en) Don Giovanni: A Play, Burning Shore Press, 2006)suivi dans l'édition française de Les Initiés (The Boiled Room)

### Essais
- (en) John Fante & The Hollywood Ten, Bottle of Smoke Press, 2010
- Dommages collatéraux : l'héritage de John Fante, 13e note, 2012 ((en) Fante:A Family's Legacy of Writing, Drinking and Surviving, Harper Perennial, 2011)

## Documentaires
- 2002 : Dan Fante an American Writer (15 min), réalisé par Flavio Sciolé[12]
- 2004 : Made in Fante (52 min), réalisé par François Lecauchois et Stéphane Muller, production 5e Planète